# Hans Burkhard
Hans Burkhard (ur. 24 grudnia 1973 w Chur) – liechtensteinski narciarz alpejski, uczestnik Zimowych Igrzysk Olimpijskich 1994 w Lillehammer.

## Osiągnięcia

### Igrzyska olimpijskie
| Miejsce | Dzień     | Rok  | Miejscowość | Konkurencja | Czas biegu | Strata | Zwycięzca       |
| ------- | --------- | ---- | ----------- | ----------- | ---------- | ------ | --------------- |
| DNF2    | 23 lutego | 1994 | Lillehammer | Gigant      | -          | -      | Markus Wasmeier |